# بیلیویل (ایلینوی)
بیلیویل (به انگلیسی: Baileyville) یک منطقهٔ مسکونی در ایالات متحده آمریکا است که در ایلینوی واقع شده‌است. بیلیویل ۲۸۱٫۹۴ متر بالاتر از سطح دریا واقع شده‌است.